# Кутузовка (Северо-Казахстанская область)
Кутузовка (каз. Кутузов) — село в Айыртауском районе Северо-Казахстанской области Казахстана. Входит в состав Украинского сельского округа. Код КАТО — 593251500.

## География
Находится примерно в 17 км к юго-западу от села Саумалколь, административного центра района, на высоте 260 метров над уровнем моря. Код КАТО — 593251500.

## Население
В 1999 году население села составляло 401 человека (193 мужчины и 208 женщин). По данным переписи 2009 года, в селе проживало 275 человек (127 мужчин и 148 женщин).